# Nobuyuki Abe
Nobuyuki Abe, född 24 november 1875, död 7 september 1953, var en japansk general och politiker.
Nobuyuki Abe var kommenderande general på Formosa 1933-36, ledamot av högsta krigsrådet och chef för en moderat militärregering 1939-40. Åren 1944-45 var han generalguvernör i Korea.